# اودای نو کاتا

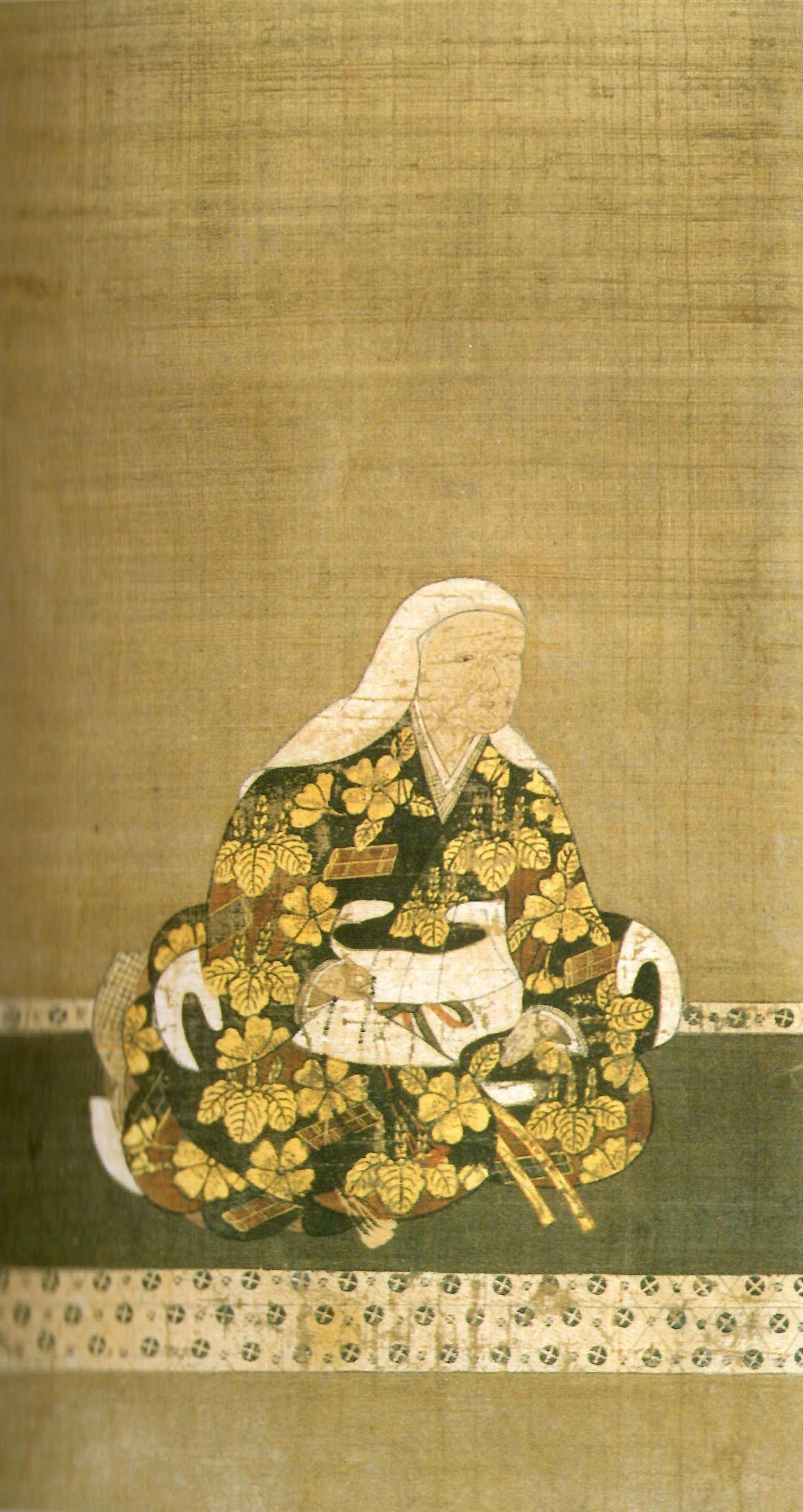
تصویری نقاشی شده از اودای-نو-کاتا

اودای-نو-کاتا (به ژاپنی: 於大の方 おだいのかた) (۱۶۰۲ – ۱۵۲۸) دختر یک ارباب سامورایی در ژاپن به نام میزونو تاداماسا بود. شهرت او بیشتر بخاطر پسرش توکوگاوا ایه‌یاسو پایه‌گذار شوگون سالاری توکوگاوا است.
اودای-نو-کاتا در سن ۱۴ سالگی به ازدواج پدر ایه‌یاسو ماتسودایرا هیروتادا درآمد. در زمانی که پسر او ایه‌یاسو سه سال داشت مجبور به جدایی از پدر او شد. دو سال بعد از طلاق از همسر اولش، در سال ۱۵۴۷ میلادی با هیساماتسو توشیکاتسو ازدواج کرد.